# 比尔·查菲
比尔·查菲（英語：Bill Chaffey，1975年10月9日—），澳大利亚男子铁人三项运动员。他曾代表澳大利亚参加2018年英联邦运动会铁人三项比赛，获得一枚铜牌。他也曾参加2016年夏季残疾人奥林匹克运动会。